# Rudy Jomby
Rudy Jomby, né le 21 mai 1988 à La Roche-sur-Yon       (Vendée) est un joueur de basket-ball professionnel français. Il mesure 1,96 m et joue au poste d'ailier.

## Biographie
Rudy Jomby, joueur de l'équipe Espoir du Havre, fait ses débuts avec l'équipe professionnelle  lors de la saison 2006-2007 où il entre deux fois en match (2 minutes de jeu). La saison suivante, toujours Espoir, il intègre un peu plus l'équipe "Pro" et participe à 23 rencontres (1,4 points de moyenne). Il remporte par ailleurs le championnat Espoir ces deux années (2007 et 2008).
Il signe en 2008 son premier contrat professionnel avec Le Havre et devient une rotation régulière de l'équipe aussi bien en Pro A qu'en EuroCoupe. 
À la suite d'une saison pleine, il s'inscrit pour la Draft 2009 de la NBA mais se retire de celle-ci et rempile avec Le Havre pour une saison supplémentaire.
En 2010-2011, il rejoint Christian Monschau, son ancien entraîneur au Havre (2004-2008), à Gravelines-Dunkerque, club avec lequel il remporte la Semaine des As 2011 et avec lequel il finit premier de la saison régulière 2011-2012. Le club est cependant éliminé en quart de finale des play-offs par Cholet.
Le 29 juin 2012, il signe un contrat de trois ans avec le Cholet Basket où il retrouve son ancien entraîneur en Espoirs et en Pro du Havre, Jean-Manuel Sousa.
En septembre 2015, il prolonge d'une saison son contrat du côté de Cholet.
En octobre 2016, il est recruté par l'ADA Blois en tant que pigiste médical.
En janvier 2017, il est de retour à Gravelines-Dunkerque à la suite du départ de Steven Gray.
Le 19 juillet 2017, il revient au Havre en Pro B.

## Clubs
- 2005 - 2007 :  Le Havre (Espoirs)
- 2007 - 2010 :  Le Havre (Pro A)
- 2010 - 2012 :  Gravelines-Dunkerque (Pro A)
- 2012 - 2016 :  Cholet (Pro A)
- 2016 - 2017 :
  -  Blois (Pro B)
  -  Gravelines-Dunkerque (Pro A)
- 2017 - 2018 :  Le Havre (Pro B)

## Équipe nationale
- Participe au championnat d'Europe Espoir en 2008 avec l'équipe de France qui termine septième.

## Palmarès
- Semaine des As avec Gravelines-Dunkerque : 2011
- Champion de France Espoir Le Havre : 2007, 2008